# WNYW
Ne pas confondre avec la station de radio américaine WNYW (ondes courtes).
WNYW est une station de télévision américaine située à New York, New York appartenant à Fox Television Stations et affilié au réseau Fox. Son antenne est située dans le Empire State Building et ses studios sont situés dans le quartier Yorkville de Manhattan. Elle est aussi la station-sœur de WWOR-TV basé à Secaucus dans le New Jersey, l'affilié MyNetworkTV de New York.

## Histoire
Les traces de la station remontent à 1938, lorsque Allen B. DuMont a fondé W2XVT, une station expérimentale. Le 2 mai 1944, la station a reçu sa première licence commerciale, la troisième à New York, sur le canal 4 sous le nom de WABD, d'après les initiales de DuMont. Elle était l'une des quelques stations qui a continué de diffuser durant la Seconde Guerre mondiale. Ses studios étaient situés dans le DuMont Building sur Madison Avenue. Le 15 décembre 1945, WABD a été déplacée au canal 5.
DuMont Laboratories a commencé des tests sur un câble coaxial entre WABD et W3XWT, une station expérimentale de DuMont située à Washington DC (maintenant WTTG). Ces expériences forment le début de DuMont Television Network et le début des émissions réseaux régulières le 15 août 1946. En 1954, WABD déménage dans le DuMont Tele-Centre au 205 East 67th Street dans le quartier Yorkville, d'une valeur de 5 millions de dollars.
En février 1955, DuMont réalise qu'il ne peut plus continuer ses activités en tant que réseau, et WABD deviendra donc la quatrième station indépendante à New York. Après la fin du réseau DuMont le 6 août 1956, WABD et WTTG s'identifient sous le nom de DuMont Broadcasting Corporation. En mai 1958, DuMont Broadcasting devient Metropolitan Broadcasting Corporation afin de se distinguer de la compagnie mère. 4 mois plus tard, WABD devient WNEW-TV afin de refléter le nom de la station de radio WNEW-FM de DuMont acquise l'an dernier.
Metropolitan Broadcasting a commencé à faire l'acquisition de stations à travers les États-Unis, et a changé son nom corporatif pour Metromedia en 1961. De nombreuses émissions ont été produites dans les studios et diffusées en syndication sur les stations indépendantes de Metromedia. Elle demeurait la station indépendante de New York la plus importante dans les années 1970.
En 1986, la compagnie de Rupert Murdoch, News Corporation, qui venait de faire l'acquisition de 20th Century Fox, a fait l'acquisition des stations de Metromedia, incluant WNEW-TV. Les lettres d'appel ont changé pour WNYW le 7 mars 1986, et devenait la station mère du nouveau réseau Fox, qui diffusait à ses débuts des émissions réseaux que la fin de semaine.
En 2001, News Corporation fait l'acquisition des stations de télévision de Chris-Craft Industries, dont WWOR-TV qui était à l'époque affilié au réseau UPN, et devient une station-sœur. À la suite des attentats du 11 septembre 2001, WNYW diffuse à partir du sommet du Empire State Building.

## Télévision numérique terrestre
| Canal virtuel | Image | Ratio | Programmation                          |
| ------------- | ----- | ----- | -------------------------------------- |
| 5.1           | 720p  | 16:9  | Programmation principale WNYW / FOX HD |
| 5.2           | 480i  | 16:9  | Movies!                                |
| 5.3           | 480i  | 16:9  | Fox Weather (en)                       |
| 5.4           | 480i  | 16:9  | TBD (en)                               |
| 5.5           | 480i  | 16:9  | Catchy Comedy (en)                     |